# Leptopelis flavomaculatus
Leptopelis flavomaculatus és una espècie de granota de la família dels hiperòlids que viu a Kenya, Malawi, Moçambic, Tanzània, Zimbàbue i, possiblement també, a Zàmbia.
Està amenaçada d'extinció per la pèrdua del seu hàbitat natural.